# 梅亚尔
梅亚尔（法語：Meilhards，法語發音：[mɛjaʁ]）是法国科雷兹省的一个市镇，属于蒂勒区。

## 地理
梅亚尔（45°33'34"N, 1°38'56"E）面积44.99 平方千米，位于法国新阿基坦大区科雷兹省，该省份为法国中南部省份，北起上维埃纳省和克勒兹省，西接多爾多涅省，南至洛特省，东临多姆山省和康塔爾省。
与梅亚尔接壤的市镇（或旧市镇、城区）包括：尚伯雷、加纳韦河畔孔达、埃比里、拉蒙日里、佩里萨克、里亚克特雷尼亚克、苏代讷-拉维纳迪耶尔、布里扬斯河畔拉克鲁瓦西耶、拉波尔舍里。

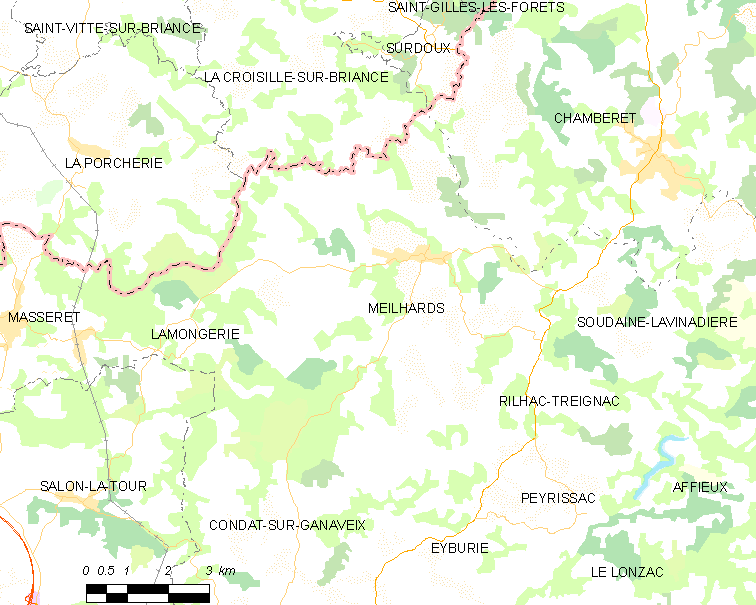
梅亚尔的OSM定位图

梅亚尔的时区为UTC+01:00、UTC+02:00（夏令时）。

## 行政
梅亚尔的邮政编码为19510，INSEE市镇编码为19131。

## 政治
梅亚尔所属的省级选区为于泽什县。

## 人口

1962-2008年间梅亚尔人口变化图示

梅亚尔于2022年1月1日时的人口数量为538人。